# Baxter (Tennessee)
Baxter és una població dels Estats Units a l'estat de Tennessee. Segons el cens del 2000 tenia 1.279 habitants.

## Demografia
Segons el cens del 2000, Baxter tenia 1.279 habitants, 548 habitatges, i 357 famílies. La densitat de població era de 266,9 habitants/km².
Dels 548 habitatges en un 28,6% hi vivien nens de menys de 18 anys, en un 51,5% hi vivien parelles casades, en un 10,8% dones solteres, i en un 34,7% no eren unitats familiars. En el 31,6% dels habitatges hi vivien persones soles el 15,5% de les quals corresponia a persones de 65 anys o més que vivien soles. El nombre mitjà de persones vivint en cada habitatge era de 2,33 i el nombre mitjà de persones que vivien en cada família era de 2,94.
Per edats la població es repartia de la següent manera: un 24,5% tenia menys de 18 anys, un 7,8% entre 18 i 24, un 25,4% entre 25 i 44, un 24,6% de 45 a 60 i un 17,7% 65 anys o més.
L'edat mediana era de 40 anys. Per cada 100 dones de 18 o més anys hi havia 81,6 homes.
La renda mediana per habitatge era de 25.078 $ i la renda mediana per família de 30.083 $. Els homes tenien una renda mediana de 21.731 $ mentre que les dones 19.118 $. La renda per capita de la població era de 12.708 $. Entorn del 19,2% de les famílies i el 23,3% de la població estaven per davall del llindar de pobresa.

## Poblacions més properes
El següent diagrama mostra les poblacions més properes.